# Wallace Birch
Wallace Birch (6 tháng 3 năm 1910–không rõ) là một cầu thủ bóng đá người Anh. Ông có 15 lần ra sân tại Football League cho Luton Town năm 1929, trước khi có các khoảng thời gian ngắn với Sheffield Wednesday, Accrington Stanley, Blackpool và Kidderminster Harriers.